# Comté de Chautauqua (Kansas)
Pour les articles homonymes, voir Comté de Chautauqua.
Le comté de Chautauqua est l’un des 105 comtés de l’État du Kansas, aux États-Unis, à la frontière avec l’Oklahoma. Il a été fondé le 25 mars 1875 et reprend le nom d’un comté de l’État de New York.
Siège et plus grande ville : Sedan.

## Géolocalisation
|                 | Comté d’Elk              |                                |
| Comté de Cowley | Comté de Chautauqua      | Comté de Montgomery            |
|                 | Comté d’Osage (Oklahoma) | Comté de Washington (Oklahoma) |